# Xia Yu
Yu Xia (Qingdao, 28 ottobre 1976) è un attore cinese.

## Biografia
Per il film Giorni di sole cocente (Yangguang canlan de rizi) ha vinto la Coppa Volpi per la migliore interpretazione maschile alla 51ª  Mostra internazionale d'arte cinematografica di Venezia.
Tra i suoi film distribuiti in Italia ci sono Il velo dipinto (2006), I cacciatori di tesori - La leggenda perduta (2015) e Bruce Lee - La grande sfida (2016).